# 独立广场 (马德里)

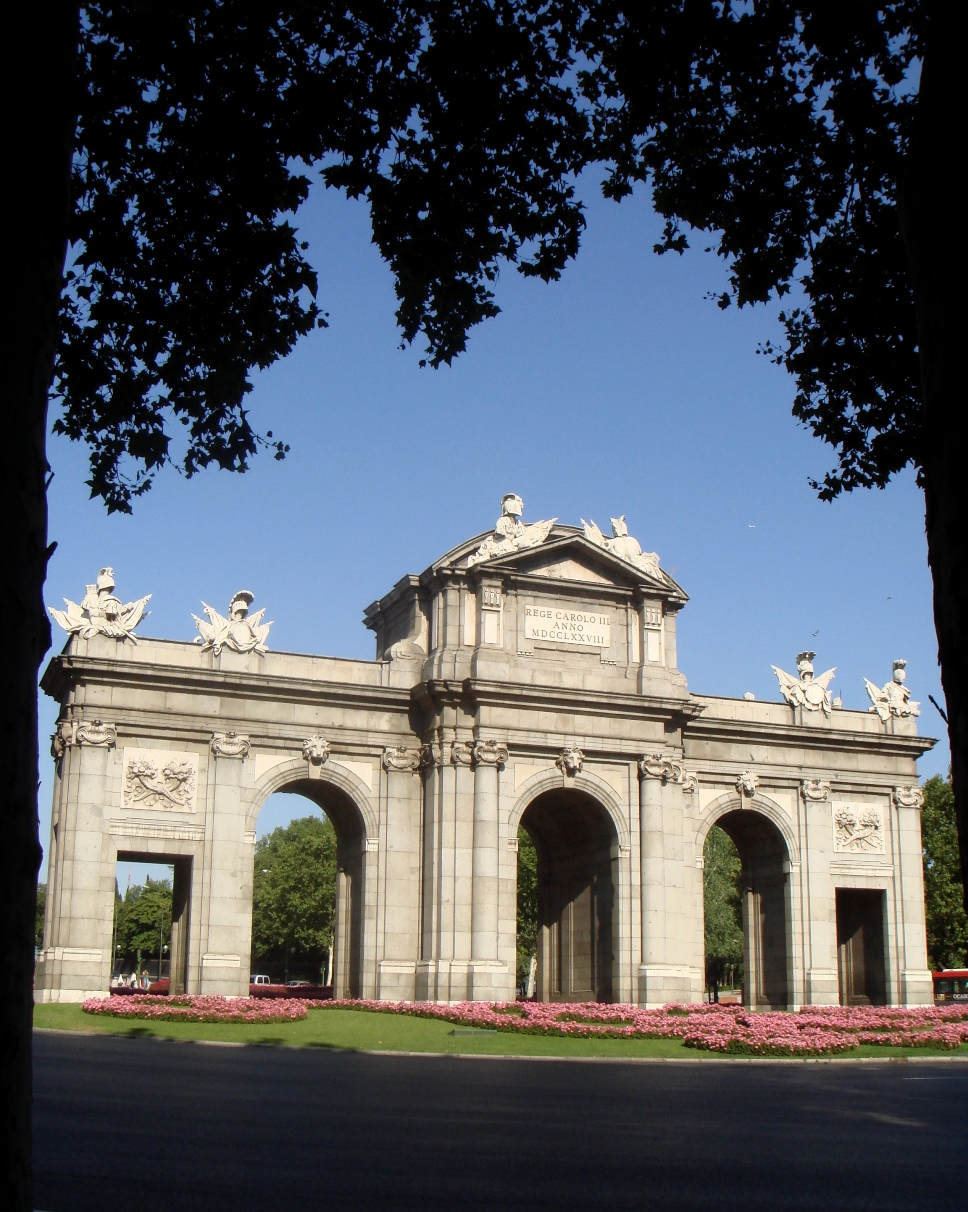
独立广场上的阿尔卡拉门

独立广场（Plaza de la Independencia）是西班牙马德里的一个广场。阿尔卡拉街从东到西穿越广场，向北是塞拉诺街（calles de Serrano），向南是阿方索十二世街（Alfonso XII），西北角是萨卢斯蒂亚诺街（calle de Salustiano Olozaga），东南角是丽池公园内的墨西哥大道（avenida de México）。
独立广场是最西班牙首都的象征之一，拥有马德里著名的古迹阿尔卡拉门，由国王卡洛斯三世建于1778年，建筑师是弗朗切斯科·萨巴蒂尼。 
广场目前的形态形成于1869年，当时拆毁该市东部的一段城墙，以阿尔卡拉门为核心，形成一个圆形广场。 
广场周围由19世纪后期和20世纪早期建筑物环绕，东南侧是通往丽池公园的主要通道。